# Coryphopterus hyalinus
Coryphopterus hyalinus es una especie de peces de la familia de los Gobiidae en el orden de los Perciformes.

## Morfología
Los machos pueden llegar a alcanzar los 2,5 cm de longitud total.

## Distribución geográfica
Se encuentra desde Florida y Bahamas hasta la América Central y Pequeñas Antillas.

## Observaciones
Es inofensivo para los humanos.